# Satolas-et-Bonce
Satolas-et-Bonce é uma comuna francesa na região administrativa de Auvérnia-Ródano-Alpes, no departamento de Isère. Estende-se por uma área de 16,8 km². Em 2010 a comuna tinha 2 466 habitantes (densidade: 146,8 hab./km²).